# Ратсанами, Сильвия
Сильвия Ратсанами (род.ок.1976) — бельгийский учёный индийского происхождения, известна прежде всего непосредственным участием в изобретении распределённой хеш-таблицы — распределённой инфраструктуры, поведением напоминающей хеш-таблицу. На основе технологии распределённой хеш-таблицы работает, например, BitTorrent.
Ратсанами получила степень бакалавра в Пунском университете в 1997. В аспирантуре она занималась сетями с адресуемым содержимым (англ. content addressable network, CAN), которые стали одной из четырёх первых реализаций распределённой хеш-таблицы. Статья, описывающая эту сеть, имеет на 2016 год больше 9000 ссылок.
В настоящее время (на 2016 год) Сильвия Ратнасами работает доцентом (англ. assistant professor) в Университете Беркли. Эту должность она заняла в 2011 году, а до того была ведущим научным сотрудником научно-исследовательских лабораторий Intel. Её вклад в науку был отмечен такими высокими наградами, как Премия имени Грейс Мюррей Хоппер, стипендия Альфреда Слоуна и премиями ACM SIGCOMM: «восходящая звезда» и «проверка временем».